# 湛然
湛然（たんねん）は、中国唐代の天台宗僧侶。荊渓湛然（けいけい たんねん）と呼ばれ、また、妙楽大師と称された。天台宗の第6祖。

## 事績
俗姓は戚氏。生家は儒教を奉ずる家柄であったが、早くより仏教を志向し、17歳の時に仏教、とりわけ天台教義を修学し始めた。20歳の時に左渓玄朗に入門し、出家前にその奥義を受けた。
出家したのは、38歳の時であり、以後、更に研鑽に勤めた。天宝13年（754年）に玄朗が没すると、その継嗣として、天台宗門の再興に尽力した。当時の華厳宗・法相宗・禅宗といった勢いの盛んな宗派に対抗し、盛んに講筵を張り、またその一方で述作にも専心した。よって、天台中興の祖と称せられる。
門弟子には、道邃・行満ら39名が数えられるが、道邃・行満の二人は、最澄に天台法門を伝えたことで知られる。

## 著書
- 『止観輔行伝弘決』10巻
- 『法華玄義釈籤』10巻
  - 「現代語訳　法華玄義釈籤」東哲叢書・仏典現代語訳（全4冊）、東洋哲学研究所 2020-2023、菅野博史・松森秀幸 訳注
- 『法華文句記』10巻　ほか多数

## 伝記資料
- 『宋高僧伝』巻6